# Paço Arquiepiscopal Bracarense

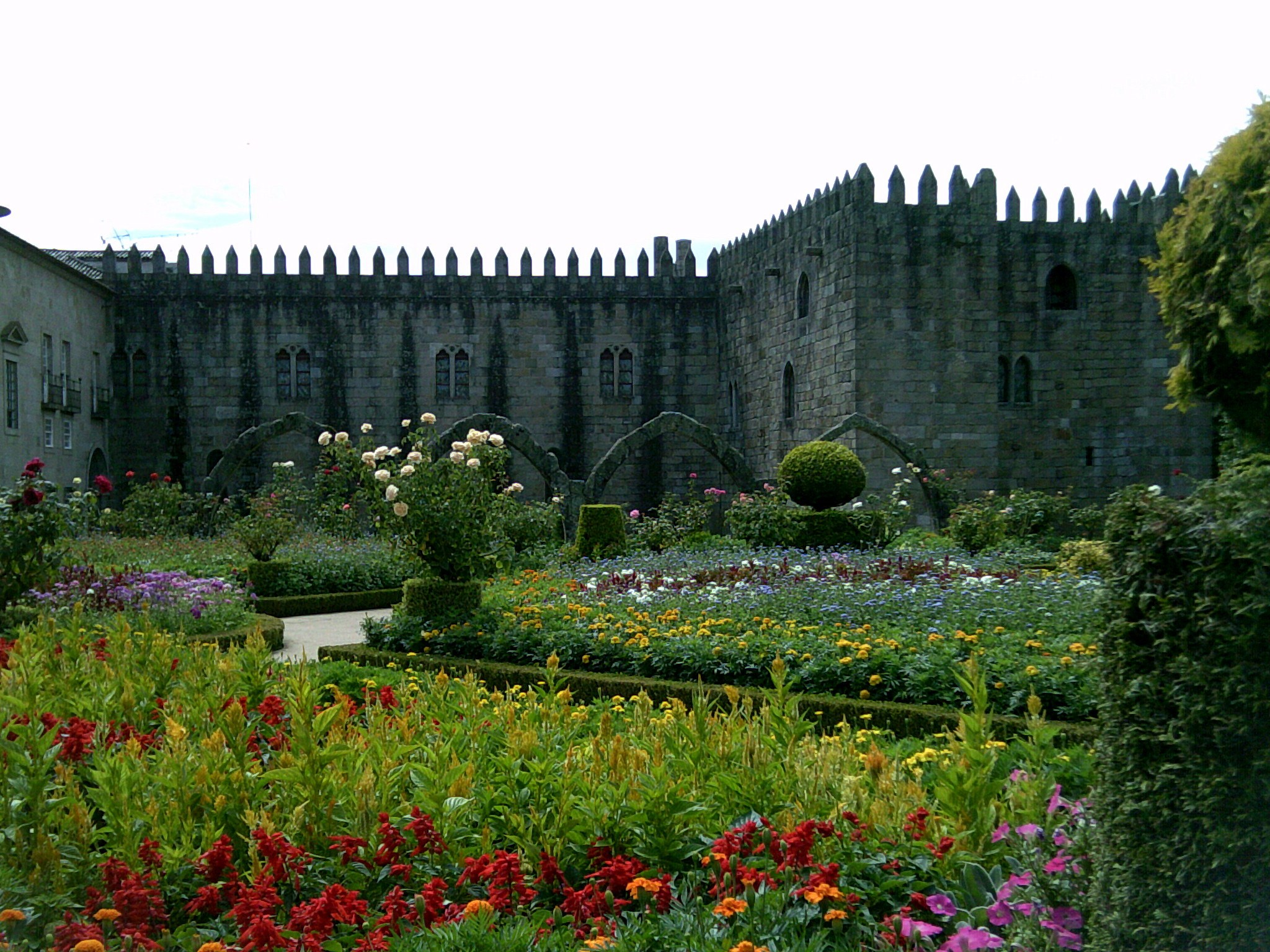
Jardim de Santa Bárbara, Braga

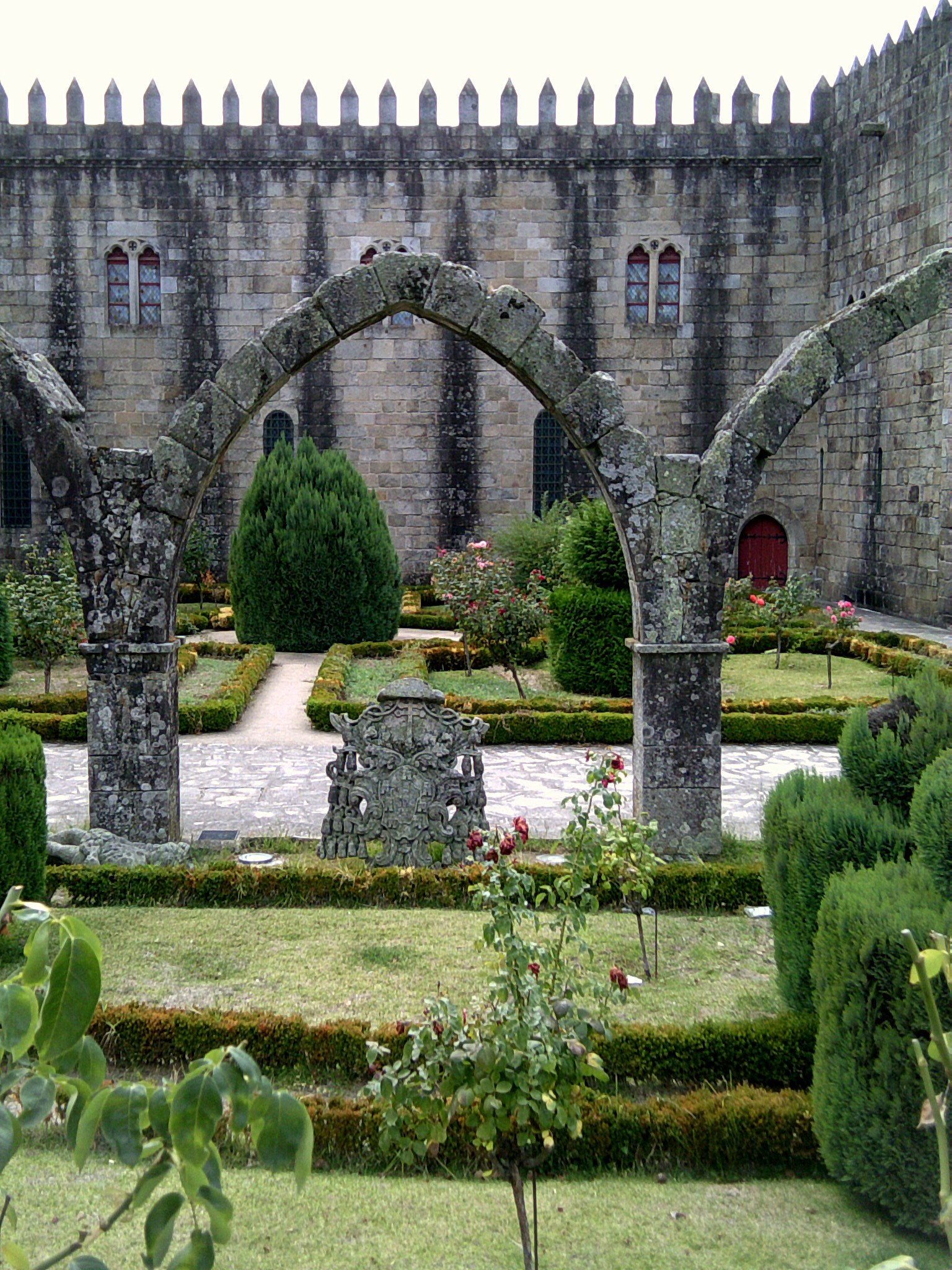
Paço Episcopal, Braga: detalhe do edifício voltado ao Jardim de Santa Bárbara

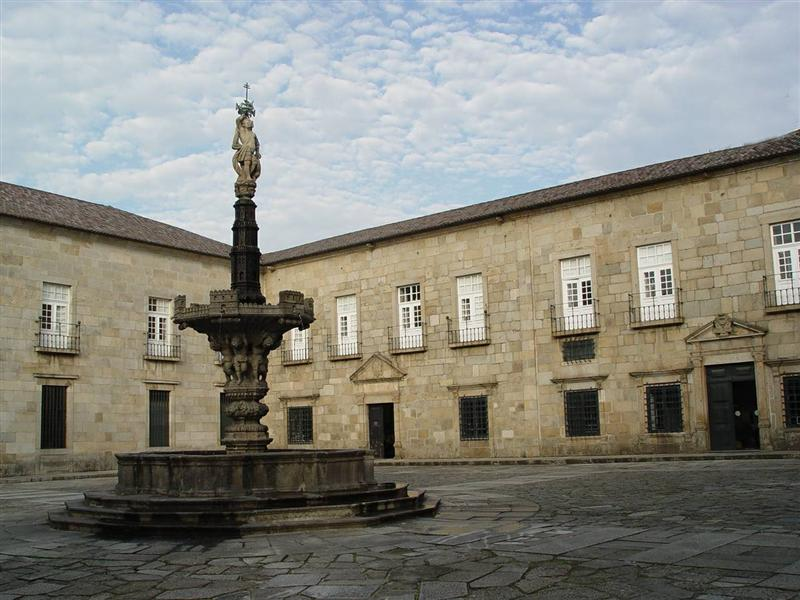
Paço episcopal: edifícios voltados ao Largo do Paço

O antigo Paço Episcopal Bracarense, também referido apenas como Paço Arquiepiscopal, localiza-se na freguesia da Sé, no centro histórico da cidade de Braga, no distrito de mesmo nome, em Portugal.
O edifício é, actualmente, ocupado pela reitoria da Universidade do Minho e pela Biblioteca Pública de Braga, estando as instalações do actual Paço Arquiepiscopal de Braga localizadas na Casa do Tanque, em São Victor, desde 1920.
O antigo Paço Episcopal Bracarense está classificado como Imóvel de Interesse Público desde 1967.

## História
Constitui-se no palácio dos Arcebispos de Braga. Ao longo dos séculos, a adição de novos edifícios resultou num extraordinário conjunto urbano multi-arquitectónico.

### Jardim de Santa Bárbara
O edifício mais antigo do conjunto está voltado para o Jardim de Santa Bárbara, sendo conhecido como Paço Medieval de Braga. Foi erguido em fins da Idade Média por iniciativa dos arcebispos D. Gonçalo Pereira e D. Fernando da Guerra, nos séculos XIV e XV.
Constitui-se numa edificação sóbria com a aparência de uma fortificação, que se estaca pela solidez do aparelho regular de blocos graníticos, vãos de janelas em arco ogival, encimado por ameias.
Até 2017 esteve ocupado pelo Arquivo Distrital de Braga.

### Largo do Paço
Os edifícios com as fachadas voltadas para o Largo do Paço, são obra dos arcebispos D. Manuel de Sousa, D. Agostinho de Jesus e D. Rodrigo de Moura Teles. Neste conjunto de edifícios está instalada a reitoria da Universidade do Minho, incluindo o Salão Nobre, onde se realizam as cerimónias mais importantes da academia minhota.
O conjunto pode dividir-se em três alas:
Ala Poente
Erguida por iniciativa de D. Agostinho de Jesus (1587-1609), conforme o atesta o seu brasão de armas, inscrito no varandim virado para o Largo D. João Peculiar (de onde este arcebispo contemplava as procissões) e no centro da galeria sustentada por colunas.
No brasão central do edifício pode ler-se a inscrição latina: "D Agostinho de Jesus, Arcebispo de Braga e Primaz das Espanhas".
Ala Nascente
É constituída por dois dois edifícios:
- o do lado da rua do Souto foi erguido por iniciativa de D. Rodrigo de Moura Teles, conforme o atestam as suas armas. Tinha a função de Casa da Guarda.
- o do lado interior deve-se a D. Manuel de Sousa (1544-1549) e tinha a função de abrigar os vários cartórios e os arquivos eclesiásticos. Posteriormente abrigou o Tribunal da Relação. Aí funcionou também, durante muitos anos, o Tribunal de Primeira Instância Civil. Tem sobre a porta de entrada, por baixo do brasão dos Sousas, uma inscrição latina que se traduz por "Para ilustrar a cidade, e haver um tribunal permante, onde se administre a justiça e não instável como dantes, D. Manuel de Sousa, pai e senhor da cidade e grande sacerdote da Justiça mandou construir este célebre edifício".

Ala Norte
Foi edificado também por D. Rodrigo de Moura Teles.
Por baixo do brasão de armas deste arcebispo, encontra-se a inscrição latina: "Ó domus antiqua quam dispari domino dominaris", ano de 1709. A expressão pode ser traduzida como "Ó casa antiga! Quanto é diferente o Senhor que te possui", frase proferida por Frei Bartolomeu dos Mártires quando ali chegou. Ainda acrescentou modestamente, recordando os seus antecessores: "Como é indigno o que hoje vem ocupar o vosso lugar", frase latina que se deve a Cícero.

### Praça do Município
O edifício voltado para a praça do Município foi erguido por D. José de Bragança no início do século XVIII, com projeto da autoria do arquiteto André Soares, em estilo barroco.
Este edifício foi consumido por um incêndio em 16 de abril de 1866, vindo a ser reconstruído, sob a orientação do arquiteto Manuel Fernandes de Sá, durante a década de 1930.
Atualmente o edifício serve de instalações da Biblioteca Pública de Braga.